# مضمان كبلي

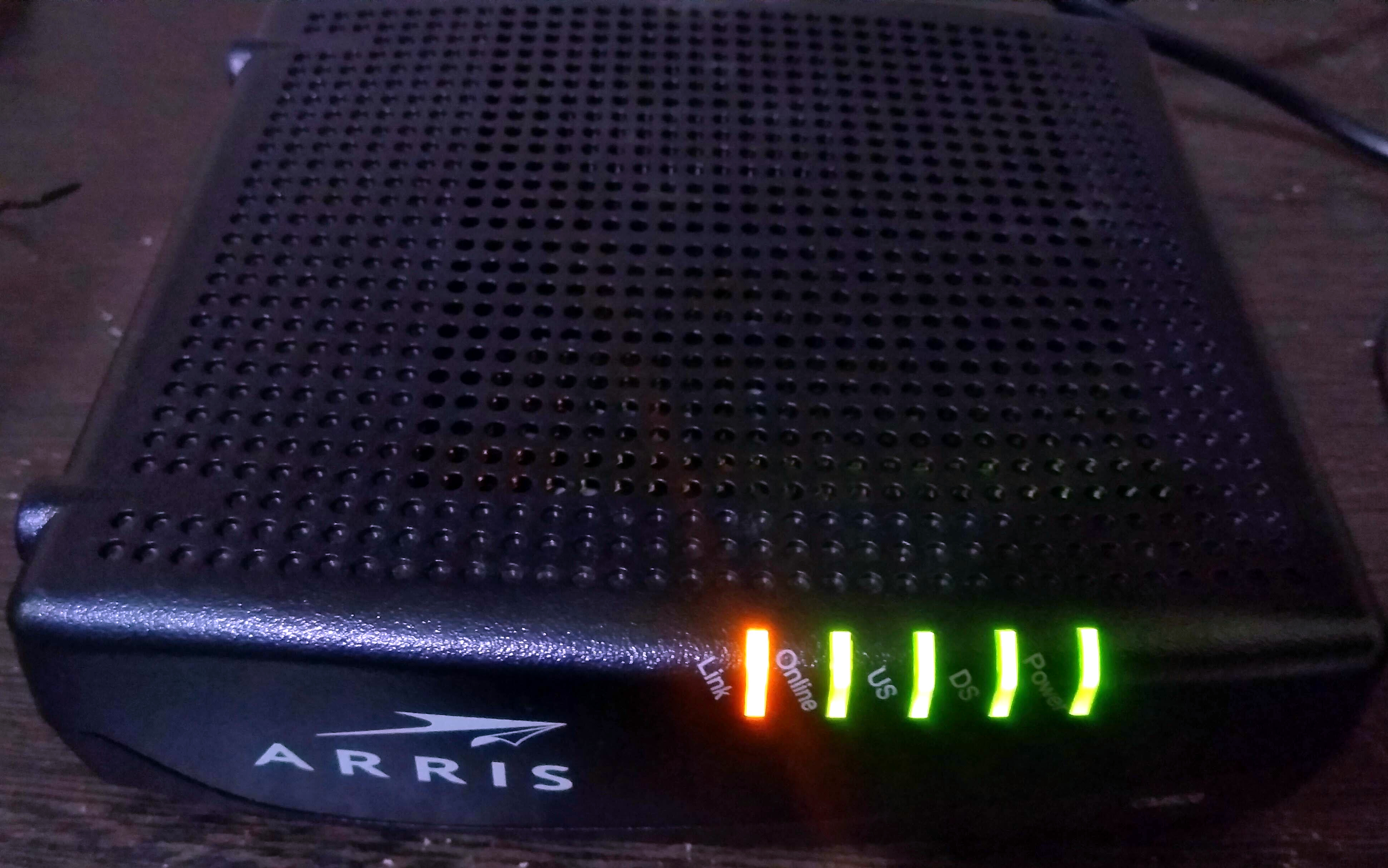

المضمان القلسي أو السلكي (بالإنجليزية: Cable modem)‏ هو مضمان يستعمل لولوج الشبكة، ويعمل هذا الجهاز كواجهة بين الحاسوب من جهة والشبكة من جهة أخرى، ويكون الربط باستخدام القلوس. في السابق، كان كل مشغل للشبكة يحدد معاييره الخاصة التي يعمل بها هذا المضمان ما سبب معضلة أمام الربط البيني، لكن تم حل هذه المشكلة بعد توحيد المعايير ازداد عدد المستخدمين، وتحسن أداء الخدمة نتيجة المنافسة حتى باتت قادرة على نقل سرعات عالية، الأمر الذي جعل الشركات تتجه إلى مجال التلفزة القلسية، كما انتشرت الأجهزة في الأسواق، وأمسى المبتاع قادرا على شراء المضمان بنفسه، وتركيبه ذاتيا بسهولة مثل الطراز V.92 من مضمان 56 كبث، والذي يعد بطيئا بالمقاييس الحالية، كذلك قام المشغلون الكبار بتأسيس مؤسسة أبحاث غير ربحية تدعى (بالإنجليزية: CableLabs)‏ قامت بإصدار معايير مثل DOCSIS، ونسخته الأوروبية (بالإنجليزية: EuroDOCSIS)‏.

## التشغيل
يتم وربط المضمان بالحاسوب على سرعة 10 مبث بسلك إيثرنت أو يو إس بي, ويتميز المضمان بأنه وبمجرد تشغيله يتصل بالشابكة وطوال الوقت لإن كلفة الاتصال من خله تحسب بالوقت مثلما الحال في خدمة الخط الرقمي خط المشترك الرقمي.
لنأخذ مضمان الخط الرقمي كمثال، عند توصيل المضمان بسلك الهاتف وتزويده بالكهرباء يقوم المضمان فورا بالبحث عن حزمة خاصة يكون فيها معلومات الشركة المشغلة بغرض التعارف والتوافق على خطة العمل ومنها مثلا نوع التضمين المطلوب (تضمين مطالي رباعي أو تضمين إزاحة الطور أو تضمين إزاحة التردد) وخوارزمية التشفير.
يتم البحث عن تلك الحزمة التعريفية في قنوات التنزيل وعندما يجدها يتم التعارف والاتفاق، عقب ذلك، يقوم المضمان بدوره ببعث حزمة بيانات عبر قناة الرفع ويرى كم تستغرق من الوقت لتصل، ليقيس بعده عن مركز التشغيل للإفادة من ذلك في تحديد الحيز الزمني الذي سيعطيه لكل حزمة. مما يعني أن هذا الحيز الزمني المتناسب عكسيا مع السرعة هو خارج عن إرادة المضمان ومعتمد بشكل كلي على البعد بين المشغل والمستخدم، وهذا ما يفسر العجز في إمداد النزلاء البعد بسرعات عالية.
و تمنح الشركة نفاذا للمشترك نحو الشابكة وتخصص له كمية قنوات للتنزيل والرفع حسب رغبة المشترك لكن في الغالب أن تكون قنوات التنزيل أكثر من قنوات الرفع كما في الـخط اشتراك رقمي غير متماثل إضافة لقناتي تحكم، واحدة تتحكم بقنوات الرفع والأخرى بقنوات التنزيل.
عندما يرسل الحاسوب حزمة (صورة مثلا) يتلقفها المضمان ويحدد حيزها الزمني المطلوب ثم يطلب من المشغل حيز إرسال، إذا فبل الطلب تم الإرسال وإلا تعثر حال الرفض. مثل مستخدم اشترك بسرعة 1 مبث وبمساحة 5جيجابت على سبيل المثال، حينما يستنزف القدر المعطى له (5 جيجابت) يرفض طلبه.
عندما يطلب المضمان حيزا ويتلقى رفضا، يحاول مرة أخرى بعد برهة ومن ثم بعد برهتين ومن ثم بعد أربع بره ومن ثم ثمان ومن ثم 16 وعلى هذا المنوال التضاعفي حتى يغدو من الأفضل إطفائه وإعادة تشغيله.